# Col du Louschbach
Der Col du Louschbach (manchmal auch Louchbach oder Louchpach geschrieben) ist ein Nebenpass in den Vogesen, der Le Valtin im Departement Vosges mit Le Bonhomme im Departement Haut-Rhin verbindet. Er kreuzt die Route des Crêtes zwischen dem Col du Bonhomme und dem Col du Calvaire.

## Geografie
Der auf einer Höhe von 978 m gelegene Pass verbindet das obere lothringische Tal der Meurthe ab Rudlin au Valtin mit dem elsässischen Tal der Béhine, einem Nebenfluss der Weiss, der die Gemeinde Le Bonhomme bewässert.